# دوريس أندرسون
دوريس أندرسون (بالإنجليزية: Doris Anderson)‏‏ (10 نوفمبر 1921 في كالغاري - 2 مارس 2007 في تورونتو) روائية، وصحفية، ومحرِّرة من كندا.

## التعليم
تعلمت دوريس أندرسون في:
- جامعة ألبرتا

## الجوائز
حصلت دوريس أندرسون على الجوائز الآتية:
- شريك وسام كندا
- وسام أونتاريو